# 纬创资通

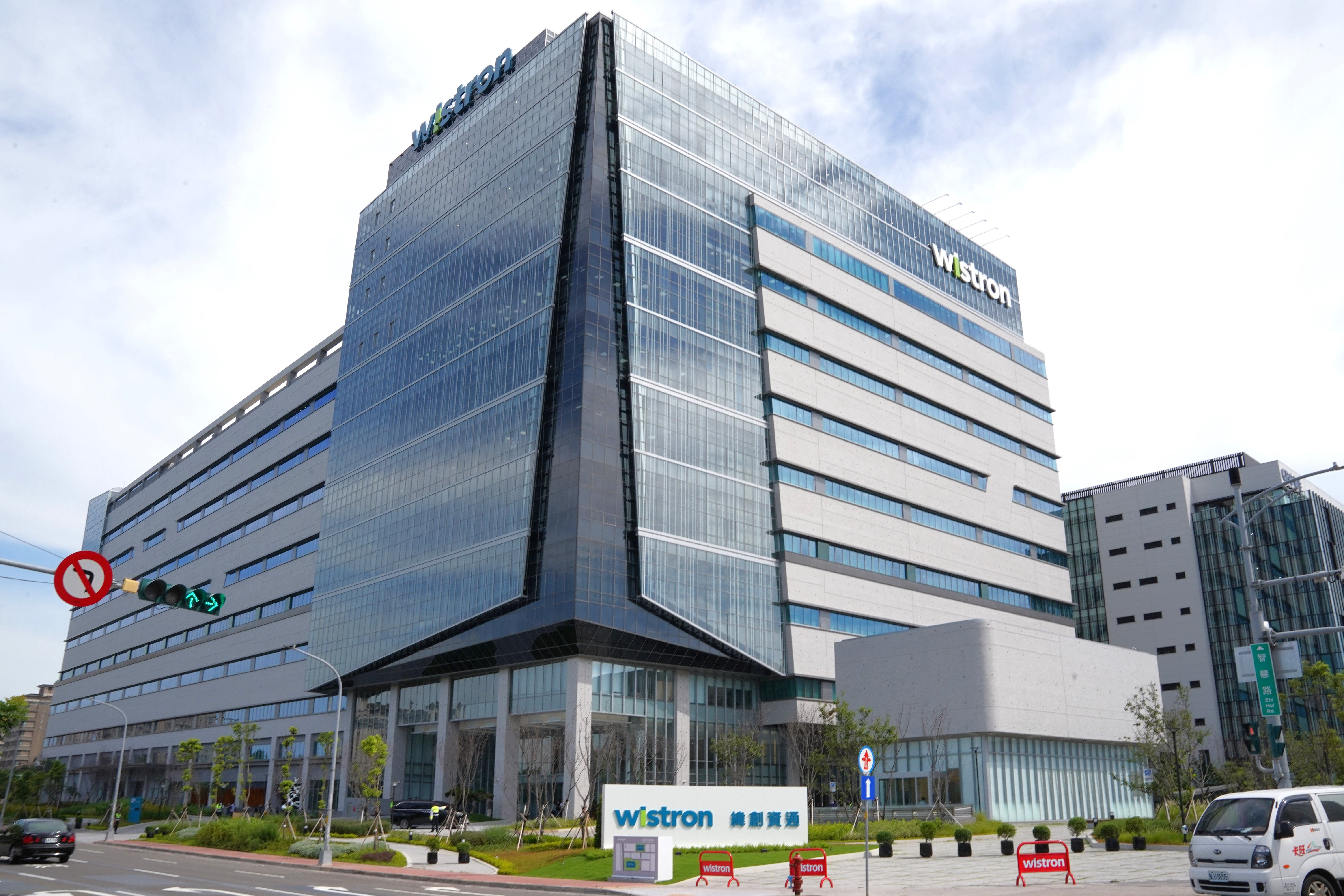
緯創資通全球營運總部，位於臺灣新竹縣竹北市

緯創資通股份有限公司（臺證所：3231），簡稱緯創，是全球資訊產品主要供應商之一，是一家營運總部位於台灣的ODM企業，員工逾80,000名。
主要產品包括可攜式電腦系統、桌上型電腦系統、伺服器及網路儲存設備、資訊家電、通訊產品、雲端及綠資源技術。

## 歷史
於2001年由宏碁拆分出來，由林憲銘任董事長。
2013年6月24日，台灣50指數刪除緯創，台灣中型100指數新增緯創。
2014年12月26日，緯創董事會通過參與汽車電子業者宗盈國際科技現金增資案，持有約51%－60%股權。
2020年12月12日，緯創位於印度南部的廠房的近2000名工人因薪資問題進入廠房砸毀辦公設備和部分生產線及車輛。
2021年開始與AppWorks合作，共同營運緯創垂直加速器。

## 集團子公司
緯穎科技是緯創資通的全資子公司，提供雲端服務及大型資料中心的各項產品及系統的解決方案。2013年5月工研院與緯穎科技、英業達、華碩、台達電等八家業者組成OCPT(台灣開放運算計畫,Open Compute Project Taiwan)。

## 全球营运

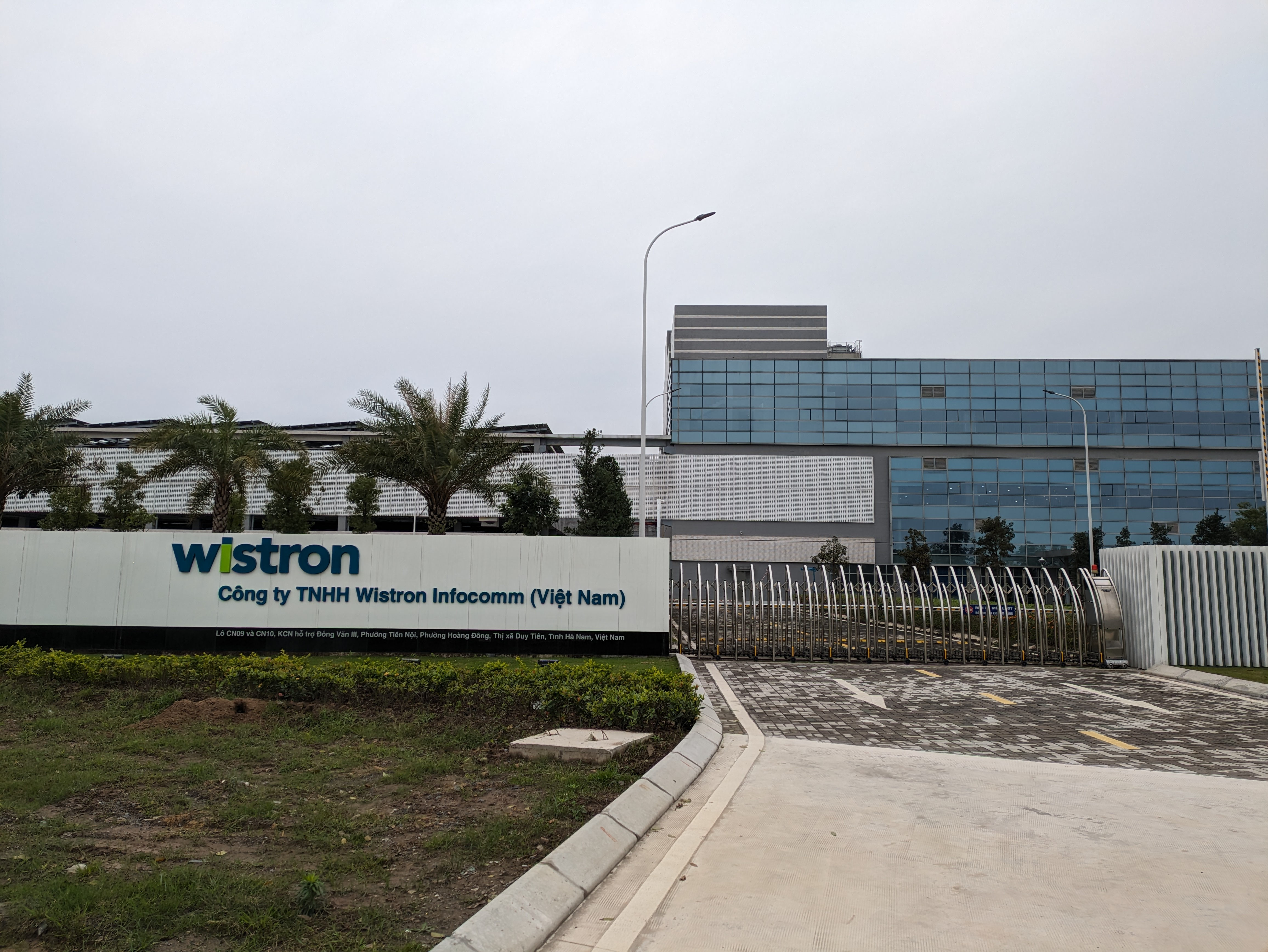
越南河南廠

| 新竹市   | 全球制造技术中心、客服总部、GMP厂      |
| 泰州     | 制造中心                               |
| 中山     | 制造中心、技术园区、研发中心           |
| 昆山     | 制造中心、技术园区、研发中心、客服中心 |
| 成都     | 制造中心、研发中心                     |
| 河南     | 制造中心                               |
| 班加羅爾 | 客服中心、制造中心                     |
| 重庆     | 制造中心、研发中心、GMP厂              |
| 雪兰莪   | 制造中心                               |
| 布爾諾   | 制造中心、客服中心                     |
| 華雷斯   | 制造中心                               |

## 外部連結
- 官方网站
- 緯創人文基金會 （页面存档备份，存于）